# پائولو رودریگز بولک
پائولو رودریگز بولک (به پرتغالی: Paulo Rodrigues Bulk) هافبک اهل برزیل است که در شهر برزیل و در تاریخ ۱۰ مهٔ ۱۹۶۰ به دنیا آمده‌است.
پائولو رودریگز بولک در تیم‌های فوتبال باشگاه فوتبال توکیو وردی سابقهٔ حضور دارد.